# On
On (stsl. onъ) je naziv za slovo glagoljice i stare ćirilice. 
Koristilo se za zapis glasa /o/, te u glagoljici i ćirilici kao broj 80.
Standard Unicode i HTML ovako predstavljaju slovo on u glagoljici:
|                 | Unikod | Unikod                        | HTML     | HTML | izgled ovisi o pregledniku | poveznice (engl.)                |
| k. točka        | naziv  | kod                           | entitet  |      | izgled ovisi o pregledniku | poveznice (engl.)                |
| --------------- | ------ | ----------------------------- | -------- | ---- | -------------------------- | -------------------------------- |
| veliko slovo on | U+2C11 | GLAGOLITIC CAPITAL LETTER ONU | &#x2C11; | nema | Ⱁ                          | detaljni podaci test preglednika |
| malo slovo on   | U+2C41 | GLAGOLITIC SMALL LETTER ONU   | &#x2C41; | nema | ⱁ                          | detaljni podaci test preglednika |

## Vanjske poveznice
- Definicija glagoljice u standardu Unicode (PDF) (eng.)
- Stranica R. M. Cleminsona, s koje se može instalirati font Dilyana koji sadrži glagoljicu po standardu Unicode  Arhivirana inačica izvorne stranice od 29. listopada 2005. (Wayback Machine) (eng.)